# Distrikt Tambobamba
Der Distrikt Tambobamba liegt in der Provinz Cotabambas in der Region Apurímac in Südzentral-Peru. Der Distrikt wurde am 2. Januar 1857 gegründet. Er hat eine Fläche von 714 km². Beim Zensus 2017 wurden 10.381 Einwohner gezählt. Im Jahr 1993 lag die Einwohnerzahl bei 10.526, im Jahr 2007 bei 10.212. Sitz der Distriktverwaltung ist die 3250 m hoch gelegene Provinzhauptstadt Tambobamba mit 4063 Einwohnern (Stand 2017).

## Geographische Lage
Der Distrikt Tambobamba liegt im Andenhochland im Nordosten der Provinz Cotabambas. Der Río Apurímac, dessen linker Nebenfluss Río Santo Tomás sowie dessen linker Nebenfluss Río Punanqui fließen entlang der östlichen Distriktgrenze nach Norden. Der Río Palcaro, ein linker Nebenfluss des Río Punanqui, durchquert das Distriktgebiet in östlicher Richtung. Im Nordwesten verläuft der Río Aquillano entlang der Distriktgrenze.
Der Distrikt Tambobamba grenzt im Westen an den Distrikt Coyllurqui, im Nordwesten an den Distrikt Cotabambas, 
im äußersten Norden an den Distrikt Chinchaypujio (Provinz Anta), im Nordosten an die Distrikte Huanoquite und Ccapi (beide in der Provinz Paruro), im Südosten an den Distrikt Mara sowie im Süden an den Distrikt Challhuahuacho.

## Ortschaften
Neben dem Hauptort Tambobamba gibt es folgende größere Ortschaften im Distrikt:
- Asacasi (238 Einwohner)
- Chaccaro (632 Einwohner)
- Choquecca (220 Einwohner)
- Pumamarca (461 Einwohner)
- Yanacca (231 Einwohner)

## Geboren im Distrikt Tambobamba
- Alida Castañeda Guerra (* 1948), peruanische Journalistin, Übersetzerin, Essayistin und Dichterin